# シルク・ドゥラ・シンフォニー
シルク・ドゥラ・シンフォニー（フランス語: Cirque de la Sanphonie）はフランス語発音に近い「シルク・ドゥ・ラ・サンフォニー」ともいい、サーカスの曲芸と交響楽団の音楽を組み合わせた演目を行う。本部はアメリカ合衆国ジョージア州アセンズにある。

## 歴史
1990年代に、アメリカ人のウィリアム・アレン（William H. Allen）とロシア人のアレクサンダー・ストレルツォフ（Alexander Streltsov）はサーカスと交響楽団による音楽の組み合わせで公園を始め、1998年にはシンシナティ・ポップス・オーケストラと共演している。2005年にはシルク・ドゥラ・シンフォニーは1995年に設立され、ヒューストン交響楽団と共演して評判になった。その後、アメリカを中心に、南アメリカ、ヨーロッパ、アジアで公演している。

## 演目
音楽はクラシック音楽、映画のサウンドトラック、ポピュラー音楽、ポップ・ミュージックを楽団が生演奏する。
サーカス・メンバーは空中曲芸、フラフープ、ジャグリング、怪力男、クラウンなど数名から成り、いずれもシルク・ド・ソレイユ等の有名団体でキャリアを積んだり、オリンピック選手や国際選手権のゴールド・メダリストも含まれている。 
2018年日本公演（札幌から、東京・川崎、高松・松山など）では、ウクライナ国立交響楽団（National Philharmonic of Ukraine）を帯同している。

## 参照項目
- シルク・ドゥ・ソレイユ